# Spider-Man: Into the Spider-Verse (colonna sonora)
Spider Man: Into the Spider-Verse (Soundtrack from & Inspired by the Motion Picture) è la colonna sonora del film Spider-Man - Un nuovo universo, pubblicata il 14 dicembre 2018, lo stesso giorno dell'uscita del film nelle sale cinematografiche, dalla Republic Records. L'album presenta la partecipazione di un cospicuo numero di artisti, tra cui: Post Malone, Swae Lee, Nicki Minaj, Anuel AA, Juice Wrld, Lil Wayne, Ty Dolla Sign, Thutmose ed XXXTentacion, quest'ultimo postumo. La colonna sonora è stata supportata dai singoli Sunflower e What's Up Danger. Un album della colonna sonora separato, intitolato Spider-Man: Into the Spider-Verse (Original Score), composto da Daniel Pemberton, è stato pubblicato tre giorni dopo dalla Sony Classical.

## Antefatti
Nel novembre precedente l'uscita Nicki Minaj ha rivelato di aver scritto un brano per il film. Sebbene il brano fu annunciato con il nome di Queen, è stato successivamente annunciato che la canzone è intitolata Familia e  che presenta la partecipazione vocale di Anuel AA e Bantu. L'intera colonna sonora è stata concepita come se un teen-ager, come il protagonista Miles Morales, dovesse ascoltarla.

## Tracce
Crediti adattati da Pitchfork ed iTunes.
1. What's Up Danger (Blackway e Black Caviar) – 3:42 (musica: Black Caviar, Blackway)
2. Sunflower (Post Malone e Swae Lee) – 2:38 (musica: Louis Bell, Carter Lang)
3. Way Up (Jaden) – 2:33 (musica: Omarr Rambert, YoungFyre)
4. Familia (Nicki Minaj e Anuel AA feat. Bantu) – 2:54 (musica: Bantu, Philip "Pip" Kembo)
5. Invincible (Aminé) – 3:16 (musica: Om'Mas Keith)
6. Start a Riot (Duckwrth e Shaboozey) – 2:51 (musica: Breyan Isaac, Kyduh)
7. Hide (Juice Wrld feat. Seezyn) – 3:25 (musica: PD Beats)
8. Memories (Thutmose) – 3:19 (musica: Avedon)
9. Save the Day (Ski Mask the Slump God e Jacquees feat. Coi Leray e LouGotCash) – 2:58 (musica: RayAyy)
10. Let Got (Beau Young Prince) – 2:57 (musica: Jailo, Carl Rushing)
11. Scared of the Dark (Lil Wayne e Ty Dolla Sign feat. XXXTentacion) – 3:52 (musica: Ben Billions, Infamous, John Cunningham)
12. Elevate (DJ Khalil feat. Denzel Curry, YBN Cordae, Swavay e Trevor Rich) – 3:39 (musica: DJ Khalil, Didier)
13. Home (Vince Staples) – 3:31 (musica: Take a Daytrip)

## Classifiche
| Classifica (2018–2019) | Posizione massima |
| ---------------------- | ----------------- |
| Australia              | 23                |
| Belgio (Fiandre)       | 177               |
| Canada                 | 9                 |
| Danimarca              | 13                |
| Finlandia              | 28                |
| Norvegia               | 18                |
| Paesi Bassi            | 58                |
| Stati Uniti            | 5                 |